# Johannes Theodor Reinhardt
 Denne artikel bør gennemlæses af en person med fagkendskab for at sikre den faglige korrekthed.

Johannes Theodor Reinhardt (3. december 1816 i København – 23. oktober 1882) var en dansk zoolog.

## Biografi
Reinhardt var søn af professor Johannes Christopher Hagemann Reinhardt, blev student 1834, aflagde den filologisk-filosofiske prøve 1835-36 og begyndte at studere medicin, et studium, som han dog snart forlod, i det zoologien højst naturlig måtte tiltrække den unge mand, der fra sin tidlige barndom færdedes på museet i Stormgade, hvor faderen havde embedsbolig. Nogen afsluttende eksamen underkastede han sig ikke. 1845-47 deltog han som zoolog i Galatheas jordomsejling, på hvilken han udførte omfattende indsamlinger og gjorde en mængde iagttagelser, som dog for en del forblev uudgivne, da omstændighederne efter ekspeditionens hjemkomst—Kongens død og udbruddet af den første slesvigske krig—forhindrede udgivelsen af det oprindelig påtænkte rejseværk; Reinhardt kom i øvrigt først hjem i marts 1848, i det han, da ekspeditionen kom til Rio, forlod den for efter kongelig ordre at aflægge P.W. Lund et besøg i Lagoa Santa. Kort efter sin hjemkomst blev han udnævnt til inspektor ved det kongelige naturhistoriske museums 1. afdeling (Pattedyr og Fugle; senere tillige Krybdyr og Padder), en stilling, som han bevarede til sin død (med den modifikation, at museet senere, i henhold til lov af 29. december 1862, gik over til at blive Universitetets). I 1850 rejste Reinhardt til Lagoa Santa for at foretage zoologiske indsamlinger og forblev der ovre i 2 år; 1854-56 var han atter i Brasilien i samme øjemed. Fra 1856-78 fungerede han som zoologisk docent ved Polyteknisk Læreanstalt; 1861 blev han ekstraordinær docent i zoologi ved Universitetet, efter at han allerede 1854 havde fået professortitlen. 1856 blev han medlem af Videnskabernes Selskab, i en årrække (til sin død) fungerede han tillige som selskabets kasserer. Han var desuden medlem af forskellige udenlandske lærde selskaber. -- Reinhardt. døde ugift 23. oktober 1882.

## Publikationer
Hans litterære arbejder beskæftigede sig overvejende med de grupper af dyreriget, som hørte til hans museumsafdeling; det er alle specialarbejder, for størstedelen publicerede i Videnskabernes Selskabs Skrifter og oversigter samt i Videnskabelige Meddelelser fra Naturhistorisk Forening. Deres antal er ikke ringe; herunder er kun de vigtigere fremhævet. Et antal større og mindre afhandlinger fra de senere år af Reinhardts liv beskæftiger sig med forskellige sydamerikanske uddøde pattedyr (især gumlere), hvortil materialet til dels forelå i de lundske samlinger. Af hans mange andre afhandlinger om pattedyr kan særlig nævnes det store arbejde om grønlandshvalen (som han udgav 1861 sammen med Daniel Frederik Eschricht) og hans afhandling om Pseudorca crassidens (halvspækhuggeren) i 1862. Til fuglenes naturhistorie har han bidraget med et større antal arbejder, af hvilke det omfangsrigeste er afhandlingen om fuglefaunaen på Brasiliens Campos (1870); af andre afhandlinger om fugle kan man fremhæve de om Balaeniceps rex (træskonæb) i 1861 og om vingens bygning hos stormfuglene (1873). Af hans bidrag til krybdyrenes naturhistorie kan man anføre det ret omfangsrige ungdomsarbejde om en del nye slangearter (1843), hans beskrivelse af den mærkelige slange Elachistodon westermanni (1863) samt afhandlingen, hvori han meddelte sin opdagelse af de specielle gruber på mange slangers skæl (1860). Også til fiskenes naturhistorie har han givet flere bidrag af betydning, således artiklerne om Gymnotinernes svømmeblære (1852) og om den mærkelige Stegophilus (1858), en lille brasiliansk mallefisk, der træffes i gællehulen af en anden fisk, et forhold, der er ret enestående mellem fiskene. Af hans arbejder om hvirvelløse dyr nævnes her kun afhandlingen fra 1846 om blæksprutten Cirroteuthis (sammen med Ferdinand Victor Alphons Prosch) samt en lille artikel om krebsdyret Lithotrya, der borer sig ind i koralblokke (1850).
Af interessantere fund, som knytter sig til Reinhardts navn, kan man fremhæve, at det var ham, der opdagede, at grønlandshvalen besidder et lårben og skinneben (skjult i bløddelene); og det var Reinhardt, der først erkendte, at den mærkelige uddøde dronte er en due. Det er også Reinhardt, der opdagede hvad han kaldte "Termitofiler", som Schiødte senere beskrev under navnene Corotoca og Spirachtha.
Til zoologiens historie har Reinhardt givet et bidrag med sin udførlige nekrolog over P.W. Lund (1880).

## Eftermæle
Reinhardt var et klart, skarpt og livligt hoved, hvad der trådte stærkt frem i underholdning og samtale. Som videnskabsmand var han—hvad han med sit "gode hoved" selv var fuldkommen klar over—ikke af dem, der træde frem i første række; men han var en lærd og omhyggelig beskriver, en pålidelig arbejder af den ældre skole, et standpunkt, som han efter sagens natur indtog til det sidste; skønt han—i modsætning til flertallet af vore ældre zoologer—gennem mange år var en decideret tilhænger af nedstamningsteorien, mærkes der dog ikke nogen påvirkning fra denne side i hans arbejder. Hans virksomhed som universitetslærer var præget af det samme stempel som hans zoologiske forfattervirksomhed: hans forelæsninger var altid meget omhyggelig forberedte, helt nedskrevne forinden, og blev meget soigneret holdt for den lille kreds af zoologiske studerende, som indfandt sig ved dem; men det kan ikke nægtes, at de i høj grad holdt sig til det blot faktiske og i almindelighed beskæftigede sig med lovlig specielle emner, og Reinhardts virksomhed som lærer har ikke sat sig dybe spor. Som museumsmand var Reinhardt efter den tids krav en fortrinlig kraft, der med iver og held søgte at forøge afdelingens indhold og forstod at holde den i udmærket orden.